# Jerzy Niemojewski

Herb Rola

Jerzy Niemojewski herbu Rola (zm. 1615) – kasztelan chełmiński.
Syn Jana (zm. 1618), kasztelana chełmińskiego i Katarzyny Kostki. Brat Macieja Feliksa i Stanisława.
Poślubił Dorotę, córkę Jana Karnkowskiego, kasztelana lędzkiego. Miał z nią potomstwo, lecz dzieci Jerzego zmarły wcześnie.
W latach 1611–1615 pełnił urząd kasztelana chełmińskiego. Posłował do Turcji.